# Simeon Radew

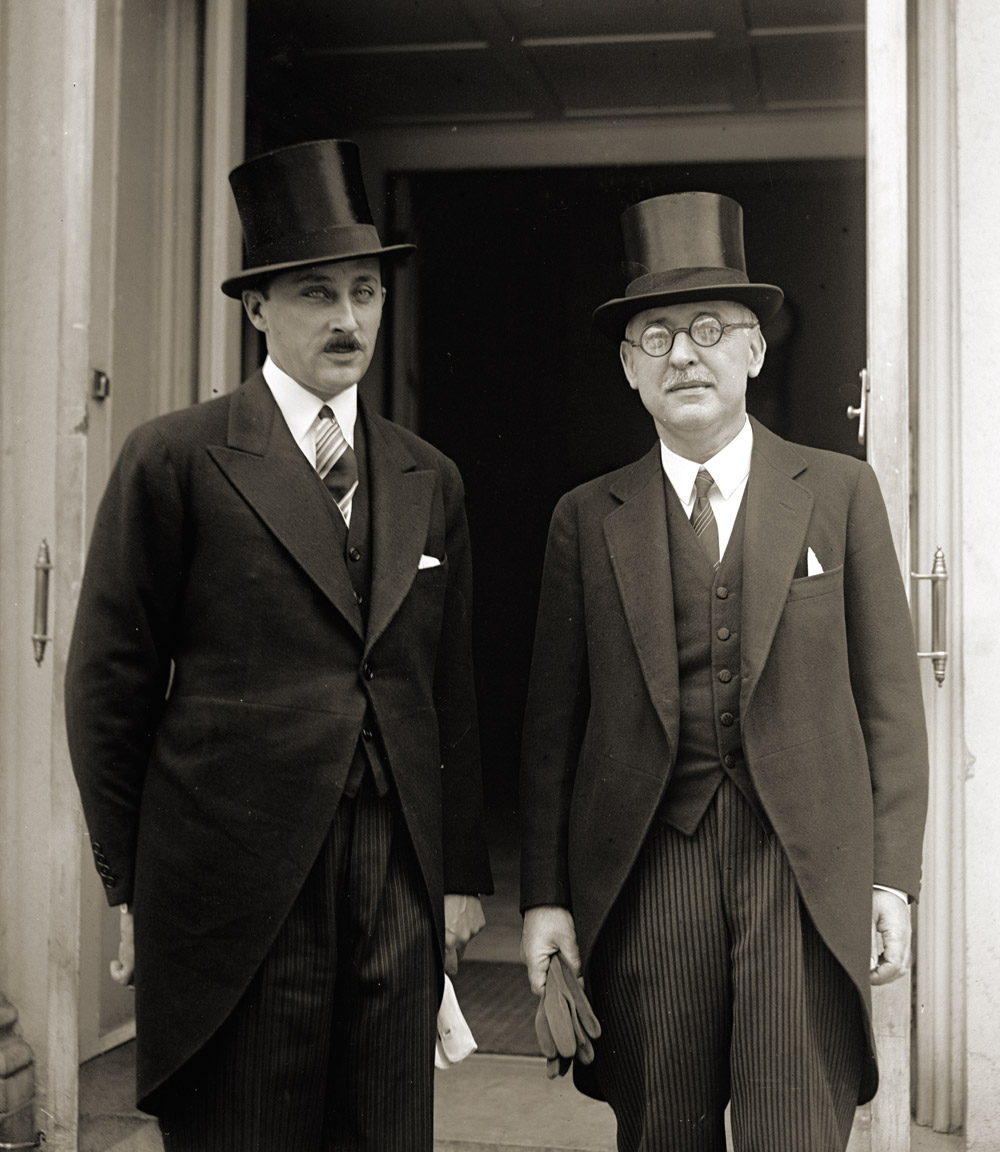
Kyrill von Bulgarien und Simeon Radew (rechts) vor ihrem Treffen mit dem US-Präsidenten Herbert Hoover, Washington 1929

Simeon Trajtschew Radew (bulgarisch Симеон Трайчев Радев; * 19. Januar 1879 in Resen, Osmanisches Reich; † 15. Februar 1967 in Sofia, Bulgarien) war ein bulgarischer Diplomat, Historiker, Chronist, Journalist und Publizist. Er war außerdem der erste Vertreter Bulgariens im Völkerbund in Genf, Mitbegründer und Mitglied des Mazedonischen Wissenschaftlichen Instituts und Freimaurer. Simeon Radew ist der Vater des Schriftstellers Trajan Radew und einer der bekanntesten Chronisten in den Jahren des bulgarischen Staatsaufbaus.

## Familie
Simeon Radew wurde in der traditionsbewussten Familie von Trajtsche Radew in Resen, (heute in Nordmazedonien) geboren. Trajtsche, der Kaufmann war, hatte Kontakte mit vielen Aktivisten der bulgarischen Aufklärung (siehe Makedonische Bulgaren). In den jungen Jahren von Simeon lebte sogar in seinem Familienhaus einer davon, Sachari Tschintulow (Bruder von Dobri Tschintulow), der zu dieser Zeit Lehrer in Resen war.
Simeon hatte acht Geschwister, wobei der frühe Tod seiner kleineren Schwester Olga bei ihm tiefe Spuren hinterließ. Einer seiner Brüder Wladimir absolvierte die angesehene Bulgarische Männerschule von Thessaloniki und war Lehrer in mehreren bulgarischen Schulen in Makedonien (unter anderem in Resen, Štip und Kumanovo), die mit Hilfe des Bulgarischen Exarchats zu jener Zeit errichtet wurden. Als Simeon in Ohrid zur Schule ging, war einer seiner Lehrer sein Bruder Wladimir. Dort befreundete er sich mit Despina, der Tochter von Grigor Parlitschew, mit der er in derselben Schulklasse war. Durch sie wurde später Simeon ein guter Freund der Familie Parlitschew. Ein weiterer Bruder von Simeon, der bekannt ist, hieß Christo. Während seiner Kindheit sprach man in Resen vier Sprachen: Bulgarisch, Türkisch, Albanisch und Walachisch, die er alle sehr gut beherrschte. Weiter war Simeon Radew sehr gut mit anderen bekannten bulgarischen Persönlichkeiten befreundet, darunter  Anthim I. – Erster bulgarischer Exarch, Dame Gruew – bulgarischer Freiheitskämpfer, Andrei Ljaptschew – bulgarischer Politiker, oder dem rumänischen König Karl I.

## Leben
Ab 1891 war er in der bulgarischen Schule in Ohrid eingeschrieben. In der Schule, die sich in einem Nebengebäude der Kirche Sw. Kliment befand, waren die Lehrer alle Absolventen der hochangesehenen Bulgarischen Männerschule von Thessaloniki oder des ebenso bekannten Robert College in Konstantinopel. Während seiner Zeit in Ohrid lernte er Werke der französischen Revolutionsliteratur kennen, wobei Die Elenden von Victor Hugo in dem jungen Charakter Simeons tiefe Spuren hinterließen. In Anspielung auf das Werk äußerte sich später Simeon selbst, dass er zu seiner Ohrider Zeit wie ein Elender ausgesehen hätte, da er sehr dünn gewesen sei. Er lernte Französisch und zählte schnell zu den Besten der gesamten Schule. Durch seine enge Freundschaft zu Despina Parlitschewa, der Tochter des Schriftstellers Grigor Parlitschew, wurde er häufig als Gast zu dessen Literaturabenden eingeladen.
Da sein Bruder Wladimir ein Jahr später in eine andere Schule versetzt wurde, beschlossen die Eltern, Simeon nach Bitola zu schicken. 1892 in Bitola angekommen, wohnte er in der Bulgarischen Pension und lernte am bulgarischen Gymnasium gemeinsam mit Schülern aus ganz Südost Makedonien. Die meisten seiner Klassenkameraden wurden Lehrer in bulgarischen Schulen in Mazedonien und Mitglieder der BMARK (Bulgarische Makedonisch-Adrianopeler Revolutionäre Komitees/Български Македоно-Одрински революционни комитети, einer Vorläuferorganisation der IMRO). Später gab Radew an, dass eines seiner Lieblingsfächer die altbulgarische Grammatik war, was ihm bei dem Erlernen und Lesen der russischen Sprache sehr hilfreich gewesen sei.
Während der Winterferien wurde er gemeinsam mit seiner kleinen Schwester Olga krank. Er überlebte, sie nicht. Zurück in Bitola befreundete er sich mit Georgi Pop Hristow, der später durch Dame Gruew in die BMARK aufgenommen wurde und eine Tscheta während des Ilinden-Preobraschenie-Aufstandes anführte. Nach dem erfolgreichen Abschluss des Progymnasiums und des Ablegens einiger Prüfungen vor dem Wali (Gouverneur) von Bitola, entschied 1893 sein Vater Simeon zunächst in die prestigeträchtiges Bulgarischen Männerschule von Thessaloniki zu schicken.
Nach dem Vorschlag von Nikola Paskow, einem guten Freund der Familie Radewi und in den Reihen des bulgarischen Exarchats angesehenen Person, wurde Simeon für ein Exarchat-Stipendium für Begabtenförderung vorgeschlagen. Die Schüler wurden nach Konstantinopel, zur Ausbildung in der Galatasaray Mekteb-i Sultani Elitehochschule („Galatasaray-Schule der Sultane“) geschickt. In den Jahrgang von Simeon kamen drei der Schüler aus dem bulgarischen Gymnasium in Skopje und zwei aus dem in Bitola – Wladimir Robew und Simeon Radew. Radew lernte hier von 1893 bis 1898, als er als einer der besten Schüler seine letzte Prüfungen absolvierte. Bei einer seinen Heimreisen wurde er 1895 als 16-Jähriger auf Vorschlag von Goze Deltschew in die BMARK aufgenommen. Nach seinem Abschluss ging Simeon gemeinsam mit Wladimir Robew nach Genf.
Im Jahre 1902 absolvierte Simeon Radew sein Jurastudium an der Universität Genf. Ein weiterer Mitstudent Radews in dieser Zeit war der spätere bulgarische Politiker Wenelin Ganew. Während seiner Zeit in Genf veröffentlichten sie gemeinsam mit Robew das zweiwöchentlich erscheinende Blatt L’Effort auf Französisch. 1902 zogen Radew und Robew nach Paris, wo sie die Zeitung Le Mouvement Macedonien(1902), ebenfalls auf Französisch, veröffentlichten. In dieser Zeit führte Simeon bereits Tagebuch, das als Grundlage für sein späteres Werk die „Kolonie der Bulgarische Studenten in Genf (1898–1899)“ (aus dem bulg. “Българската студентска колония в Женева (1898–1899)”) diente. Nach dem Ilinden-Preobraschenie-Aufstand 1903 ging er nach Italien, Frankreich und Großbritannien und setzte sich dort für die Lösung der „mazedonische Frage“ ein.
Simeon war zwischen 1901 und 1909 Journalist für die Wetscherna Posta (Вечерна поща, aus dem bulgarischen Abendpost), bei der er als Korrespondent, Redakteur (1906) und Chefredakteur (1905–1909) arbeitete und während der Revolution aus Russland berichtete.
Mit dem Ausbruch der Revolution der Jungtürken, die 1908 ihren Anfang mit der Revolte Ahmed Niyazi Beys in Simeons Heimatstadt Ressen hatte, gründete Radew in Thessaloniki mit weiteren führende Persönlichkeiten der BMARK die osmanische Partei Union der bulgarischen Verfassungsclubs in Makedonien (bulgarisch Съюз на българските конституционни клубове). Ende 1908 entsandte Nikola Genadiew Simeon Radew nach Thessaloníki mit dem Auftrag eine Zeitung herauszugeben und sich um seine Wahl von der Liste der Partei für das Abgeordnetenhaus im Osmanischen Reich zu bemühen. Radew wurde im Vorlstand der Parte gewählt. Während des Wahlkampfes, geriet Simeon im Streit mit Jane Sandanski, welcher sich zur selben Zeit auf Seiten der Jungtürken für eine Balkanföderetion der Völker aussprach. Der Streit eskalierte so sehr, dass nur durch die Einflussnahme von Enver Pascha ein Übergriff auf Radew verhindert werden konnte. Seine über die politische Lage im Osmanischen Reich verfassten Briefe an Nikola Genadiew, dienten auch als Informationsquellen für den bulgarischen Monarchen Ferdinand I.
Auf Vorschlag von Pawel Genadiew war Simeon Radew gemeinsam mit Aleksandar Balabanow zwischen 1906 und 1909 Ko-Redakteur und von 1909 bis 1912 Chefredakteur der Zeitschrift Chudoschnik (bulgarisch Художник = Maler, Künstler). In dieser Zeit trat er der bulgarischen Volksliberale Partei bei und wurde zu einem der Verfasser ihres Programms von 1911. Im selben Jahr begründete er die parteinahe Tageszeitung Wolja (bulgarisch Воля = Wille), deren Direktor er auch für einige Zeit war.
Während des Ersten Balkankrieges nahm Simeon als Freiwilliger zunächst als Verbindungsoffizier für die ausländische Presse im Generalstab der bulgarischen Armee und später als Offizier im Makedonien-Adrianopel-Freiwilligen-Korps teil. Dabei war er in Kämpfe in Thrakien und Makedonien gegen Türken und Serben verwickelt. Er nahm in Thrakien bei der Erstürmung von Tekirdağ, Corlu, sowie der Marmara-Insel teil. In den letzten Tagen des Krieges wurde er mit der Orientbahn über Adrianopel und Thessaloniki, in sein vertrautes Makedonien verlegt und nahm an Scharmützeln mit der serbischen Armee teil.
Nach dem Ausbruch des Zweiten Balkankrieges wurde er 1913 nach Sofia beordert. Wenige Wochen später wurde Simeon Radew bulgarischer Gesandter in Bukarest, wo er gemeinsam mit Oberst Iwan Fitschew und Dimitar Tontschew an den Verhandlungen über den Frieden von Bukarest teilnahm. Nachdem er und die bulgarische Delegation bei den Friedensgesprächen das Verbleiben Makedoniens innerhalb Serbiens nicht verhindern konnte, wurde er als Verräter in seiner Heimat angesehen. Nach der Friedenskonferenz blieb Radew auf persönliches Verlangen des rumänischen Königs Karl I. in Bukarest als Botschafter tätig.

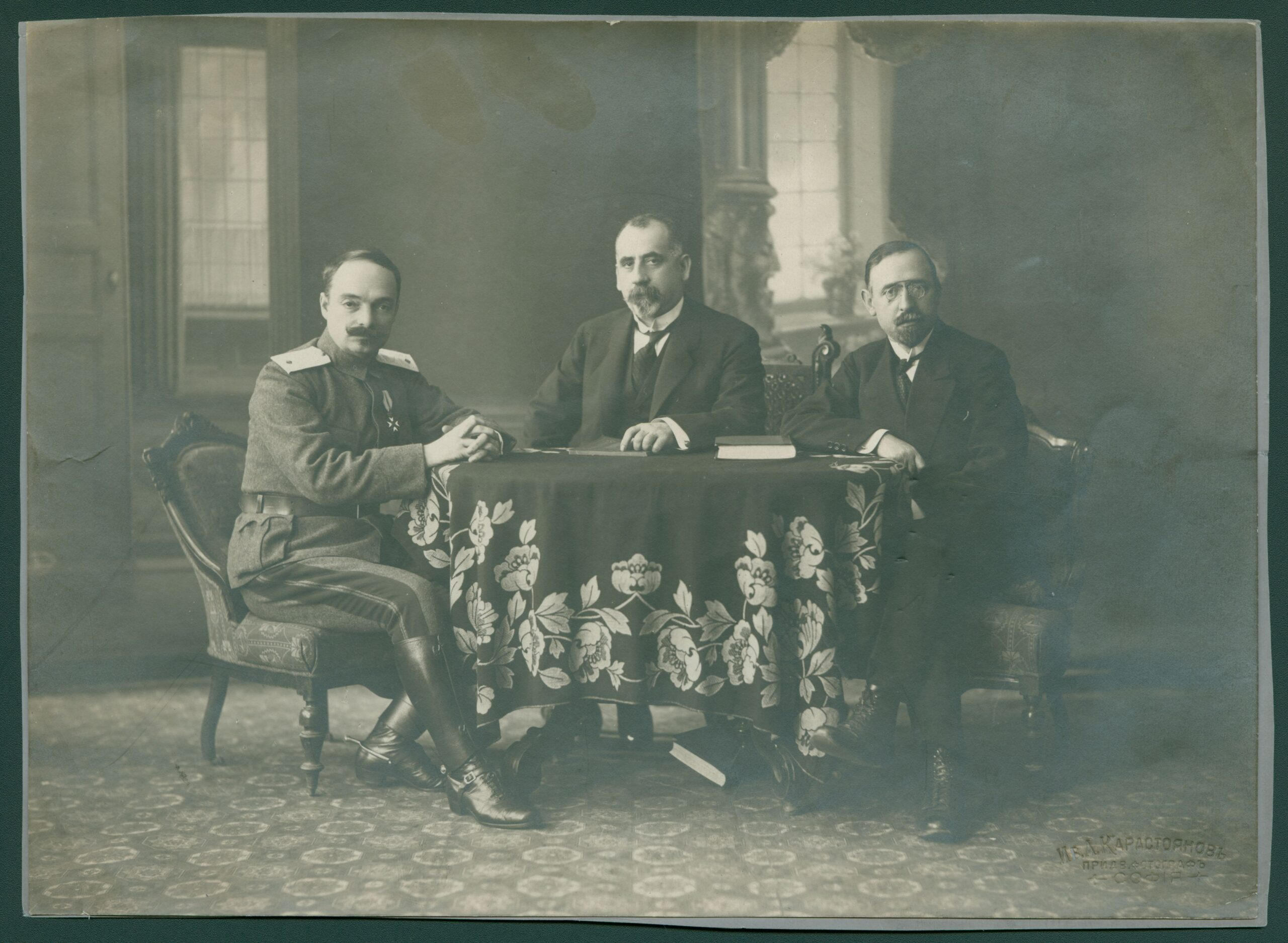
Die bulgarische Delegation während der Ausarbeitung des Waffenstillstandes von Thessaloniki(v. l. n. r.: Iwan Lukow, Andrei Ljaptschew und Simeon Radew)

Nachdem das Königreich Rumänien im Sommer 1916 an Seite der Entente in den Ersten Weltkrieg eintrat, wurde Radew im September 1916 nach Bern versetzt. Dort blieb er jedoch nur bis März 1917, als er sein Amt niederlegte und sich als Freiwilliger in der Bulgarischen Armee meldete. Am Ende des Krieges nahm er gemeinsam mit seinem alten Freund Andrei Ljaptschew an der Ausarbeitung des Waffenstillstandes mit der Entente, der am 29. September 1918 in Thessaloniki unterschrieben wurde, teil.
In den folgenden Jahren war er bulgarischer Gesandter in Den Haag (1920–1921), Ankara (1923–1925), Washington (D.C.) (1925–1933), London (1935–1938) und Brüssel (1938–1940) und unterschrieb am 18. Oktober 1925 als solcher den Friedens- und Freundschaftsvertrag von Angora mit der Türkei. Er war der erste Vertreter Bulgariens im Völkerbund in Genf.
Nach der Machtergreifung der Kommunisten in Bulgarien fiel Radew jedoch schnell in Ungnade und wurde entlassen. Gleichzeitig wurde ihm der Zugang zur Presse sowie die öffentliche und politische Tätigkeit verwehrt. Dennoch wurde er wegen seiner Erfahrungen auf dem internationalen Parkett von Wassil Kolarow als Delegierter für die Pariser Friedenskonferenz 1946 vorgeschlagen.
Er starb 1967 in Sofia in bitterer Armut, einige Tage nachdem seine Autobiografie „Frühe Erinnerungen“ veröffentlicht werden dürfte. Sie wurde jedoch wenig später von den kommunistischen Machthabern wie seine anderen Werke auf die schwarze Liste gesetzt und gehörte bis Anfang der 90er zu den verbotenen Büchern. Ein Teil seiner Handschriften wurde von der Bulgarischen Akademie der Wissenschaften angekauft und bis heute nicht publiziert.
Seit 2006 ist der Radev Point nach ihm benannt, eine Landspitze von Rugged Island in der Antarktis.

## Bibliografie
Simeon Radew schrieb oft unter den Namen S. Trajtschew/С. Трайчев Beiträge in Zeitschriften und Zeitungen. Er hat mehr als 1500 Artikel, Reportagen, Interviews, Pamphleten und weiteres geschrieben. Einige seiner Memoiren werden heute als Standardwerke in der bulgarischen Schule erlernt.

### Memoiren

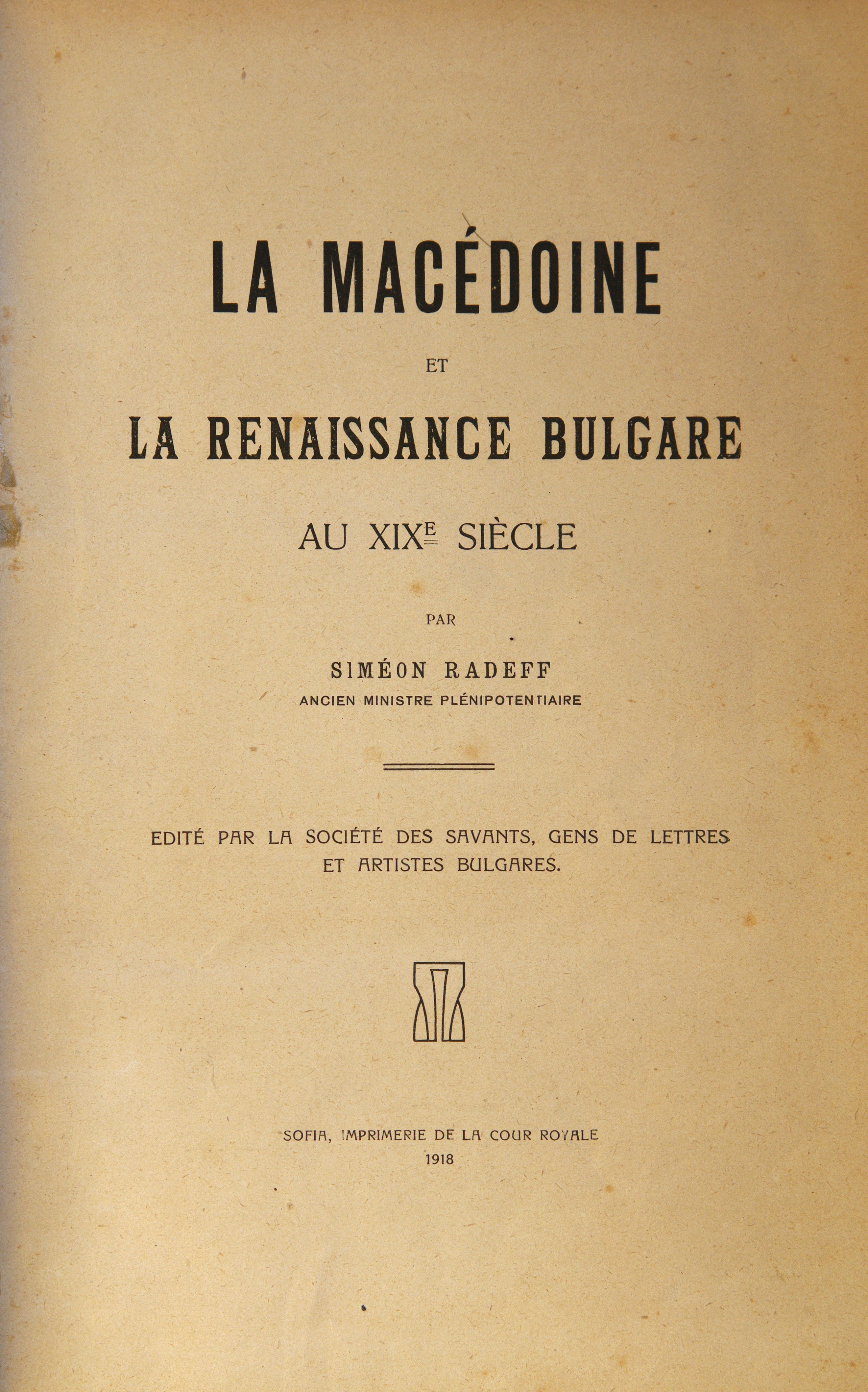
Titelseite von “La Macedoine et la renaissance bulgare au XIXe siecle. Edité par la Société des savants, gens de lettres et artistes bulgares”

- Die bulgarische Studentenkolonie in Genf (1898–1899) (aus dem bulgarischen “Българската студентска колония в Женева (1898–1899)”)
- Frühe Erinnerungen (aus dem bulgarischen "Ранни спомени")
- Das was ich im Balkankrieg gesehen habe (bulgarisch Това, което видях от Балканската война)
- Die Erbauer des modernen Bulgariens Band 1, Band 2 (1910–1911) und Band 3 (2008) (bulgarisch Строителите на съвременна България. Том 1). Das Buch gründet sich ausschließlich auf dem sorgfältigen Studium von Zeitdokumenten, Archivmaterialien, Interviews mit den Beteiligten[10]
- “La Macedoine et la renaissance bulgare au XIXe siecle. Edité par la Société des savants, gens de lettres et artistes bulgares” (Makedonien und die bulgarische Wiedergeburt im 19. Jahrhundert) (1918–1943г.), herausgegeben 1918 – auf Französisch, 1927 und 1943 – auf Bulgarisch
- Die Konferenz in Bukarest und der Friedensvertrag von Bukarest von 1913 (aus dem bulg. “Конференцията в Букурещ и Букурещския мир от 1913 г.”)
- “Погледи върху литературата, изкуството и лични спомени” (1965)

### Weiteres
- „La question bulgare et les Etats balkaniques“, 1919
- Das Poem Der Hajduke Welju (bulg. “Хайдут Велко”) ist das erste Werk von Radew, geschrieben in seine Zeit in Konstantinopel
- Die Erzählungen
  - Zwist (bulg. “Раздор”) 1895
  - Ein Spaziergang bis Halki (bulg. „Една разходка до Халки“)
  - Tanas Kalimatschka (bulg. „Танас Колимачка“) nach einer wahren Geschichte aus Ohrid
  - Der Blinde Geigenspieler (bulg. “Слепият цигулар”)
- Das Drama Sommer Regen (bulg. “Летен порой”)

### Übersetzungen
- La Dame de Monsoreau von Alexandre Dumas der Ältere
- Zwei mit den Kamelen,
- Erzählungen von Guy de Maupassant
- Psychologie der Massen von Gustave Le Bon

### Literarische Kritik
- Dr. Krastew als literarischer Kritiker. (bulg. „Д-р Кръстев като литературен критик“) 1907

- Eduard Bayer, Dietmar Endler: Bulgarische Literatur im Überblick. P. Reclam, Leipzig 1983, DNB 840021690.
- United Center for Research and Training in History: Bulgarian historical review/1.1973. Publ. House of the Bulg. Acad. of Sciences, 1973, ISSN 0204-8906.
- Norbert Randow: Die neuere bulgarische Geschichte im Spiegel der Literatur. Deutsch-Bulgarische Gesellschaft, Hamburg, deutsch-bulgarische-gesellschaft-hamburg.de (PDF); abgerufen am 16. Juni 2008.
- Helene Auzinger: Kleine slavische Biographie. Harrassowitz, Wiesbaden 1958,
- R. J. Crampton: Bulgaria. Oxford University Press, 2007, ISBN 978-0-19-820514-2, S. 451.
- Otto Harrassowitz: Kleine Slavische Biographie. MZ-Verlag, Wiesbaden 1958, S. 569.
- Jahrbuch für europäische Geschichte. Band 5, 2004, S. 128–130.